# Onchesmo
Onchesmo (in greco antico: Ὀγχεσμός?) è stata un'antica città marittima nella Caonia (Epiro meridionale). La tradizione vuole che la città sia stata fondata da Anchise, padre di Enea, che la chiamò 'Αγχίσου λιμήν. Al tempo di Cicerone (I secolo a.C.), il porto della città era abitualmente il luogo d'imbarco per passare dall'Epiro all'Italia; talmente comune era questa tratta che Cicerone, nelle sue epistole ad Atticum, chiama il vento che proviene dall'Epiro meridionale onchesmittes.